# Centrifugadora de gas

Diagrama d'una centrifugadora de gasos, utilitzada per separar isòtops d'urani.

Una centrifugadora de gas és un aparell que realitza la separació isotòpica de gasos. Una centrifugadora es basa en els principis de la força centrífuga, que accelera les molècules de manera que les partícules de diferents masses se separen físicament en un gradient al llarg del radi d'un recipient en rotació. Un ús important de les centrifugadores de gas és la separació d'urani-235 (U 235 ) de urani-238 (U 238 ). La centrifugadora de gas es va desenvolupar per substituir el mètode de difusió gasosa d'extracció amb U 235. Els alts graus de separació d'aquests isòtops depenen de l'ús de moltes centrifugadores individuals disposades en sèrie que aconsegueixen concentracions successivament més altes. Aquest procés produeix concentracions més altes d'U 235 mentre utilitza significativament menys energia en comparació amb el procés de difusió gasosa.

## Història
Tot i que havia estat suggerit el 1919, el procés centrífug es va dur a terme per primera vegada amb èxit el 1934. El físic estatunidenc Jesse Beams i el seu equip de la Universitat de Virgínia van desenvolupar el procés separant dos isòtops de clor mitjançant una ultracentrífuga de buit. Va ser un dels primers mitjans de separació d'isòtops estudiats durant el Projecte Manhattan, sobretot per Harold Urey i Karl P. Cohen. El 1944, la recerca es va suspendre, ja que es creia que el mètode no donaria resultats fins al final de la guerra i que altres procediments que utilitzaven urani enriquit ( difusió gasosa i separació electromagnètica ) tenien més possibilitats d'èxit a curt termini. Aquest mètode va resultar eficaç en el programa nuclear soviètic, convertint la Unió Soviètica en el major proveïdor d'urani enriquit.
Paul Dirac va fer importants contribucions teòriques al procés centrífug durant la Segona Guerra Mundial ; Dirac va desenvolupar la teoria fonamental dels processos de separació que fonamenta el disseny i l'anàlisi de les plantes modernes d'enriquiment d'urani. A la llarga, la centrifugadora de gas s'ha convertit en un mode de separació molt econòmic, que utilitza considerablement menys energia que altres mètodes i té nombrosos altres avantatges.
El científic pakistanès Abdul Qadeer Khan va dur a terme una investigació sobre el rendiment físic de les centrifugadores durant les dècades de 1970 i 1980, utilitzant mètodes de buit per avançar en el paper de les centrifugadores en el desenvolupament de combustible nuclear per a les armes nuclears del Pakistan. Molts dels teòrics que van treballar amb Khan no estaven segurs de si l'urani gasós i l'urani enriquit serien viables amb el temps. Malgrat l'escepticisme, es va demostrar ràpidament que el programa era viable. L'enriquiment per centrifugació s'ha utilitzat en física experimental, i el mètode es va introduir de contraban en almenys tres països diferents a finals del segle XX.

## Procés de centrifugació de gasos

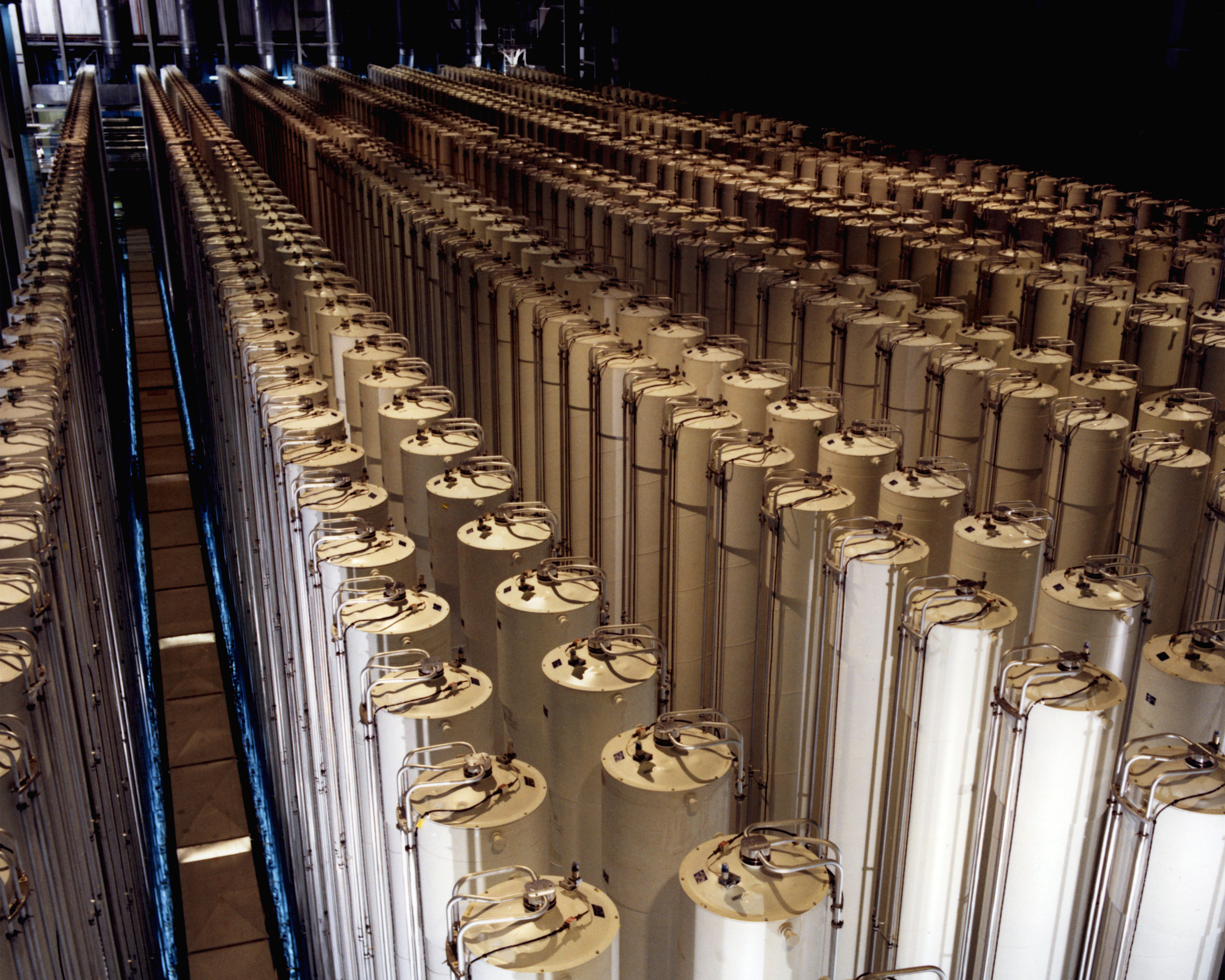
Cascada de centrifugadores de gas utilitzades per produir urani enriquit. Banc de proves de centrifugadores de gas dels EUA a Piketon, Ohio, 1984. Cada centrifugadora fa uns 12 m d'alçada. (Les centrifugadores convencionals que s'utilitzen avui dia són molt més petites, de menys de 5 m d'alçada.)

El procés de centrifugació de gas utilitza un mètode únic que permet una fluïdesa constant del gas dins i fora de la centrifugadora. A diferència de la majoria de centrifugadores que es basen en el processament per lots, la centrifugadora de gas utilitza el processament continu, permetent l'efecte cascada en què diversos processos idèntics es produeixen successivament. La centrifugadora de gas consta d'un rotor cilíndric, una carcassa, un motor elèctric i tres línies per al transport del material. La centrifugadora de gas està dissenyada amb una carcassa que la tanca completament. El rotor cilíndric es troba dins de la carcassa, que s'evacua de tot l'aire per produir una rotació gairebé sense fricció durant el funcionament. El motor fa girar el rotor, creant força centrifugadora sobre els components a mesura que entren al rotor cilíndric. Aquesta força actua separant les molècules de gas, de manera que les molècules més pesades es mouen cap a la paret del rotor i les més lleugeres cap a l'eix central. Hi ha dues línies de sortida, una per a la fracció enriquida en l'isòtop desitjat (en la separació d'urani, aquest és U 235 ) i una altra empobrida d'aquest isòtop. Les línies de sortida porten aquestes separacions a altres centrifugadores per continuar el procés de centrifugació. El procés comença quan el rotor s'equilibra en tres etapes. La majoria dels detalls tècnics sobre les centrifugadores de gas són difícils d'obtenir perquè estan envoltats de "secret nuclear".
Les primeres centrifugadores de gas utilitzades al Regne Unit utilitzaven un cos d'aliatge metàl·lic embolicat en fibra de vidre impregnada amb epoxi. L'equilibri dinàmic del conjunt es va realitzar afegint petites traces d'epoxi a les ubicacions indicades per la unitat de prova d'equilibri. El motor normalment era un motor pas a pas situat a la part inferior del cilindre. Les primeres unitats solien fer uns 2 metres de llargada, però els desenvolupaments posteriors han augmentat la seva longitud, i els models actuals arriben fins als 4 metres i presenten coixinets plens de gas.
Una secció de les centrifugadores s'alimenta amb corrent altern de freqüència variable des d'un inversor electrònic, que les augmentaria lentament fins a la velocitat requerida, normalment superior a 50.000 rpm. Una precaució va ser superar ràpidament les freqüències en què se sabia que el cilindre patia problemes de ressonància. L'inversor és una unitat d'alta freqüència capaç de funcionar a freqüències al voltant d'1 quilohertz. Normalment, tot el procés és silenciós; si se sent un soroll provinent d'una centrifugadora, és un avís d'una fallada (que normalment es produeix molt ràpidament). El disseny en cascada normalment permet la fallada d'almenys una unitat centrifugadora sense comprometre el funcionament de la cascada. Les unitats solen ser molt fiables, i els primers models van funcionar contínuament durant més de 30 anys.
Els models posteriors han augmentat constantment la velocitat de rotació de les centrifugadores, ja que és la velocitat de la paret de la centrifugadora la que té el major efecte sobre l'eficiència de separació. Una característica del sistema de centrifugadores en cascada és que és possible augmentar el rendiment de la planta de manera incremental afegint "blocs" en cascada a la instal·lació existent en llocs adequats, en lloc d'haver d'instal·lar una nova línia de centrifugadores.

### Unitats de treball separatives
La unitat de treball de separació (UTS) és una mesura expressada per la quantitat de treball realitzat per la centrifugadora. L'obra {\displaystyle W_{\mathrm {SWU} }} necessari per separar una massa d'entrada {\displaystyle E} del producte {\displaystyle x_{e}} en una massa de sortida {\displaystyle P} proves de productes {\displaystyle x_{p}}, i residu de massa {\displaystyle R} i assaig {\displaystyle x_{r}} s'expressa en termes del nombre d'unitats de treball separatiu requerides, donades per l'expressió
{\displaystyle W_{\mathrm {SWU} }=P\cdot V\left(x_{p}\right)+R\cdot V(x_{r})-E\cdot V(x_{e})}
on {\displaystyle V\left(x\right)} és la funció valor, definida per:
{\displaystyle V(x)=(1-2x)\cdot \ln \left({\frac {1-x}{x}}\right)}

### Aplicació pràctica de la centrifugació

#### Separació d'urani-235 de l'urani-238
La separació de l'urani requereix el material en forma gasosa; l'hexafluorur d'urani ( UF6 ) s'utilitza per a l'enriquiment d'urani. En entrar al cilindre de centrifugadora, el gas UF6 experimenta una rotació d'alta velocitat, cosa que crea una forta força centrifugadora que atrau les molècules de gas més pesades (que contenen U238 ) cap a la paret del cilindre, mentre que les molècules de gas més lleugeres (que contenen U235 ) tendeixen a acumular-se més a prop del centre. El flux d'U 235 lleugerament enriquit es retira i s'alimenta a la següent etapa superior, mentre que el flux lleugerament esgotat es recicla de nou a la següent etapa inferior.

#### Separació d'isòtops de zinc
Per a alguns usos en tecnologia nuclear, per produir combustible nuclear, cal reduir el contingut de zinc-64 (Zn 64 ) en el zinc metàl·lic per evitar la formació de radioisòtops per la seva activació per neutrons. El dietilzinc s'utilitza com a medi gasós d'alimentació per a la cascada. Un exemple de material resultant és l'òxid de zinc, utilitzat com a inhibidor de la corrosió.